# Mathilde Weinandy

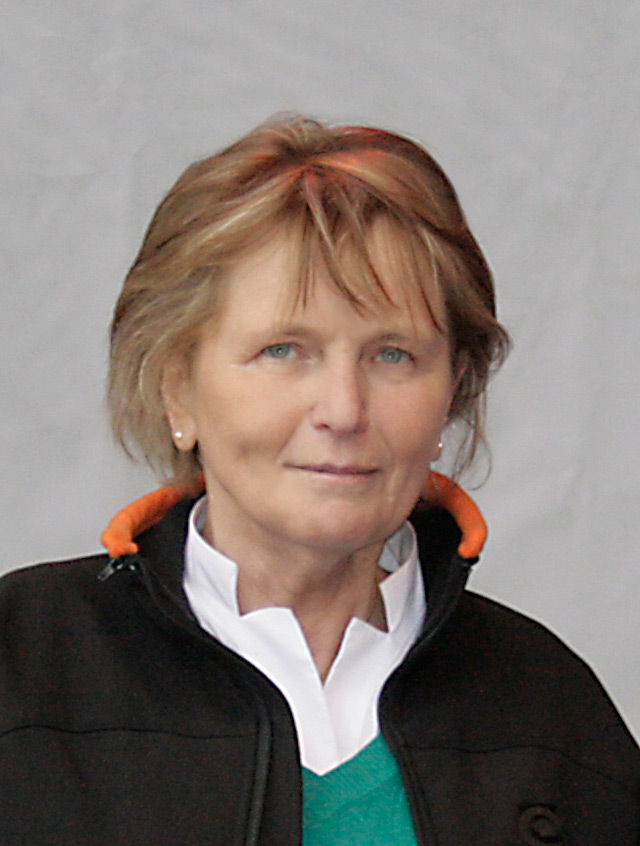
Mathilde Weinandy (2013)

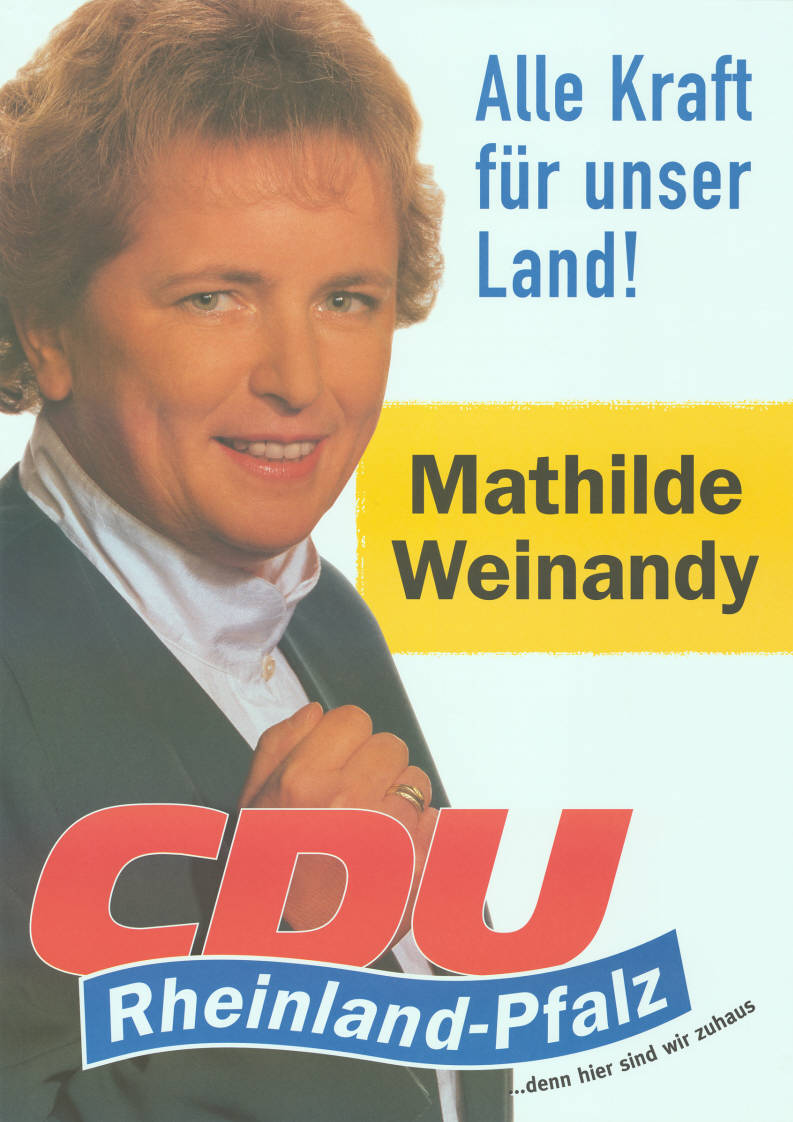
Kandidatenplakat zur Landtagswahl in Rheinland-Pfalz 1996

Mathilde Weinandy (* 9. Dezember 1950 in Brück) ist eine rheinland-pfälzische Politikerin (CDU). 

## Berufliches
Mathilde Weinandy war – neben ihrer ehrenamtlichen Tätigkeit als Bürgermeisterin (2004–2019) – hauptberuflich als hauswirtschaftliche Beratungstechnikerin an der ehemaligen Landwirtschaftsschule in Prüm tätig.

## Politisches
Die Mutter von zwei Kindern wurde 2004 zur Bürgermeisterin der Stadt Prüm gewählt. Nachdem sie 2009 und 2014 in ihrem Amt bestätigt wurde, unterlag sie bei der Direktwahl am 26. Mai 2019 ihrem Herausforderer Johannes Reuschen.
Des Weiteren ist sie Mitglied im Verbandsgemeinderat Prüm und Mitglied im Kreistag Bitburg-Prüm.
Der Schwerpunkt von Mathilde Weinandys Arbeit liegt vor allem im Fortschritt in der Frauen-, Umwelt- und Tourismuspolitik.

## Wahlkreis
Mathilde Weinandy war von 1996 bis 2006 Abgeordnete im rheinland-pfälzischen Landtag.

## Ehrungen
- 2010: Verdienstkreuz am Bande der Bundesrepublik Deutschland[3]

## Sonstige Mitgliedschaften
Die ehemalige Bürgermeisterin engagierte sich in folgenden Vereinen und Verbänden: 
- 1997–2011: Vorsitzende des Landfrauenverbandes Prüm
- 2001–2006: Landesvorsitzende des Katholischen Frauenverbandes
- 2001–2018: Stellvertretende Vorsitzende Rheinland-Pfalz und Mitglied des Bundesvorstandes bei Donum vitae
- 2011–2019: Vorsitzende des Eifelvereins[4]

Aktuell (2022) ist Mathilde Weinandy Vizepräsidentin des DRK-Kreisverbandes Bitburg-Prüm.